# 大岳 (福岡市)
大岳（おおたけ）は、福岡県福岡市東区に存在する町丁。現行行政地名は大岳一丁目〜大岳四丁目である。郵便番号は811-0322。

## 地理
福岡市の町丁である大岳は、同市の博多湾（福岡湾）から北、香椎地区から西進するJR香椎線（海の中道線）で8キロに渡る海の中道の一部、西戸崎駅から少し西に位置する。当町丁の東隣に西戸崎（住居表示実施済みである西戸崎一丁目〜六丁目と未実施である大字の西戸崎からなる）と接し、西方には志賀島へ繋がる。

## 歴史
- 1984年（昭和59年）、大字である西戸崎より、大岳一丁目〜大岳四丁目を設置する。

（福岡市の地名も参照）

## 人口と世帯
- 平成27年（2015年）度の国勢調査において、福岡市の大岳の各町丁別の世帯数と人口数はそれぞれ次のようになっている[3]。

|            | 世帯数  | 人口数 | 人口数 | 人口数 |
| 総人口     | 世帯数  | 男人口 | 女人口 |        |
| 大岳一丁目 | 216世帯 | 514人  | 261人  | 253人  |
| 大岳二丁目 | 133世帯 | 320人  | 149人  | 171人  |
| 大岳三丁目 | 262世帯 | 580人  | 265人  | 315人  |
| 大岳四丁目 | 9世帯   | 19人   | 9人    | 10人   |

## 交通
- 道路は福岡県道59号志賀島和白線（通称として海の中道）が志賀島方面からこの町丁を経て、海の中道を渡りその先の和白方面に至っている。
- 路線バスでは、西鉄バスが西戸崎駅前などから当町内を県道59号に沿って通り志賀島方面へ運行している。
- なお鉄道路線では、JR九州香椎線（海の中道線）の西戸崎駅が東隣の西戸崎一丁目にある。当町からは西鉄バスで当駅まで移動できる（「西戸崎駅#バス路線」も参照）。

## 周辺
- 福岡市立志賀中学校
- 大岳神社